# سسک زمینی سیرا مادره
سسک زمینی سیرا مادره (نام علمی: Robsonius thompsoni) یک گونه از پرندگان گنجشک‌سان از خانواده سسکان ملخی است. این گونه بومی فیلیپین در جزیره لوزون و در شمال شرق و شرق آن در دامنه‌های سیرا مادره است. زیستگاه آن در دشت نمناک گرمسیری و پایین‌دست جنگل‌های کوهستانی گرمسیری است. این پرنده به همراه نزدیکترین خویشاوندان خود، سسک زمینی کوردیلرا و سسک زمینی بیکول به دلیل ماهیت بسیار خجالتی خود یکی از دست‌نیافتنی‌ترین پرندگان در این کشور هستند. در حالی که به‌طور رسمی تهدید نمی‌شود، گفته می‌شود که جمعیت آن به دلیل نابودی زیستگاه از طریق جنگل‌زدایی در حال کاهش است.